# サッパーダ
サッパーダ（イタリア語: Sappada）は、イタリア共和国ヴェネト州ベッルーノ県にある、人口約1300人の基礎自治体（コムーネ）。
ピアーヴェ川の源流があるアルプス山中の村で、夏季・冬季ともにリゾート地として知られる。この地域は、ドイツ語系の言語が話される言語島である。

## 名称
イタリア語以外の言語では以下の名称を持つ。
- ドイツ語: Pladen [4]
- バイエルン語ケルンテン方言: Plodn
- フリウリ語: Sapade
- ラディン語: Sapada [4][5]

## 地理

### 位置・広がり
ベッルーノ県北東部に位置するコムーネで、ヴェネト州、フリウリ＝ヴェネツィア・ジュリア州の州境にあり、ケルンテン州（オーストリア）にもほど近い。ドロミティ山地の北東、カルニア地方 (it:Carnia) とカドーレ地方 (it:Cadore) の間に位置しており、歴史的にはフリウーリの一部とされてきた。

#### 隣接コムーネ
隣接するコムーネは以下の通り。UDはウーディネ県所属を示す。
- フォルニ・アヴォルトリ (UD)
- プラート・カルニコ (UD)
- サント・ステーファノ・ディ・カドーレ
- ヴィーゴ・ディ・カドーレ

### 地勢
アドリア海に注ぐピアーヴェ川の源流は、村域内のペラルバ山 (Monte Peralba) にある。ピアーヴェ川は東西に長い谷を形作っている。

## 行政

### フリウリ＝ヴェネツィア・ジュリア州への編入
歴史的にはフリウーリの一部とされてきた土地で、フリウリ＝ヴェネツィア・ジュリア州（特別自治州）への編入を求める動きがある。イタリア共和国憲法によれば、特別自治州に隣接するコムーネは、特別自治州への編入を要望する権利が認められている。
2007年7月、400人以上の署名を受け取ったコムーネ議会は、フリウリ＝ヴェネツィア・ジュリア州への編入（ウーディネ県に属することになる）を諮問する住民投票の実施を承認した。住民投票は2008年3月9日から10日にかけて実施され、有権者1199人中903人が投票（投票率75.3%）、編入賛成票が860票（95%）、反対票は41票であった。
2009年3月18日、ウーディネ県の県議会議員は、サッパーダがウーディネ県に属することを支援する声明を出した。
2010年に、コムーネは公式にフリウリ＝ヴェネツィア・ジュリア州への編入を求めた。コムーネ議会はこれに基づき、フリウリ＝ヴェネツィア・ジュリア特別自治州への編入を求めたのである。2010年9月、フリウリ＝ヴェネツィア・ジュリア州議会は、この要望を受理した。
2014年1月8日、イタリア議会の地方問題に関する委員会 (it:Commissione parlamentare per le questioni regionali) は、サッパーダのフリウリ＝ヴェネツィア・ジュリア州編入に肯定的な意見を出した。

## 文化・観光
夏季・冬季ともにリゾート地として知られる。
2007年には、イタリア旅行協会が観光・もてなし・環境の面で優れた小規模な町村に認定するバンディエラ・アランチョーネ（オレンジの旗）を授与された。